# Fridhems kyrka
Fridhems kyrka är en kyrkobyggnad som tillhör Fridhems församling i Skara stift. Den ligger i Längnums socken i sydöstra delen av Grästorps kommun.

## Historia
Fridhems kyrka invigdes år 1869 och ersatte därmed de tre gamla kyrkorna i socknarna Längnum, Hyringa och Malma. Längnums och Malma medeltidskyrkor revs. 

## Kyrkobyggnad
Den nya gemensamma kyrkan uppfördes efter många överläggningar i Längnums socken, där de tre socknarna gränsar till varandra. Byggmästare var Peter Anders Pettersson och arkitekt Johan Adolf Hawerman. Stilen befinner sig i brytningen mellan nyklassisismoch nygotik och i den spetsiga tornspiran och den flersidiga absiden märks medeltidsinspirationen. Långhuset är byggt i sten och har tak belagt med skiffer medan tornet är kopparbeslaget. Över torndörren finns en inskrift Bygd 1868 och över den södra ingången till långhuset finns en stenplatta med orden Gud till ära. Kyrkorummet omändrades helt vid restaureringen 1952 under ledning av Ärland Noréen. Man gjorde det stora rummet treskeppigt, bytte ut indredningen och ändrade färgsättningen.
Kyrkogården invigdes 1871 och är omgiven av en bred häck.

## Inventarier
- Altartavlan tillkom 1952 och är målad av E. G. Hildebrand.
- Predikstolen är enkel.
- Ljuskronan kommer från Hyringa kyrka, dit den en gång skänkts år 1717, liksom kyrksilvret.
- Kyrkan har två romanska dopfuntar.

### Klockor
- Lillklockan har tidigare hängt i Malma kyrka. Den har runinskrift, vars första rad uttydes: ave maria : iessus och den andra: hAquinup MASISTER, det vill säga gjutaren Haquinus namn.[1] Den dateras till 1300-talets mitt.
- Storklockan är daterad till 1772.

### Orgel
Orgeln, placerad på läktaren i väster, byggdes 1971 av Smedmans Orgelbyggeri. Fasaden, som delvis är ljudande, härstammar emellertid från den första orgeln, byggd 1885 av Salomon Molander. Instrumentet har sexton stämmor fördelade på två manualer och pedal.